# هيبوليتا (شخصية خيالية)
هيبوليتا (بالإنجليزية: Hippolyta)‏ هي شخصية خيالية مستندة ومنشئة من الأساطير اليونانية، وتم تقديمها في ديسمبر من عام 1941 خلال فترة الازدهار للقصص المصورة، وتظهر على أنها ملكة الأمازون وثمسكيرا ووالدة وندر ومن أو كما تسمى "المرأة المعجزة"، وهي مشابهة لأبنتها من حيث المنظر والشكل.